# أندريه سارينز
أندريه سارينز هو مبارز بالسيف بلجيكي، مثّل بلاده في الألعاب الأولمبية الصيفية 1908.

## روابط خارجية
أندريه سارينز على موقع أوليمبيديا (الإنجليزية)